# 両国駅
両国駅（りょうごくえき）は、東京都墨田区横網一丁目にある、東日本旅客鉄道（JR東日本）・東京都交通局（都営地下鉄）の駅である。墨田区最西端の駅。

## 乗り入れ路線
JR東日本の総武本線（支線）、東京都交通局の都営地下鉄大江戸線が乗り入れ、接続駅となっているが、一番近い出口同士でも300メートル余り離れている。
- JR東日本： 中央・総武線（各駅停車） - 駅番号「JB 21」
- 東京都交通局： 都営大江戸線 - 駅番号「E 12」

JR東日本の駅は、定期列車は緩行線を走る中央・総武線各駅停車のみが停車する。この他、千葉方面の快速線に接続している列車ホーム（後述）が存在するが、現在は臨時列車のみに使用される。
また、特定都区市内制度における「東京都区内」に属する。

## 歴史

### 総武鉄道

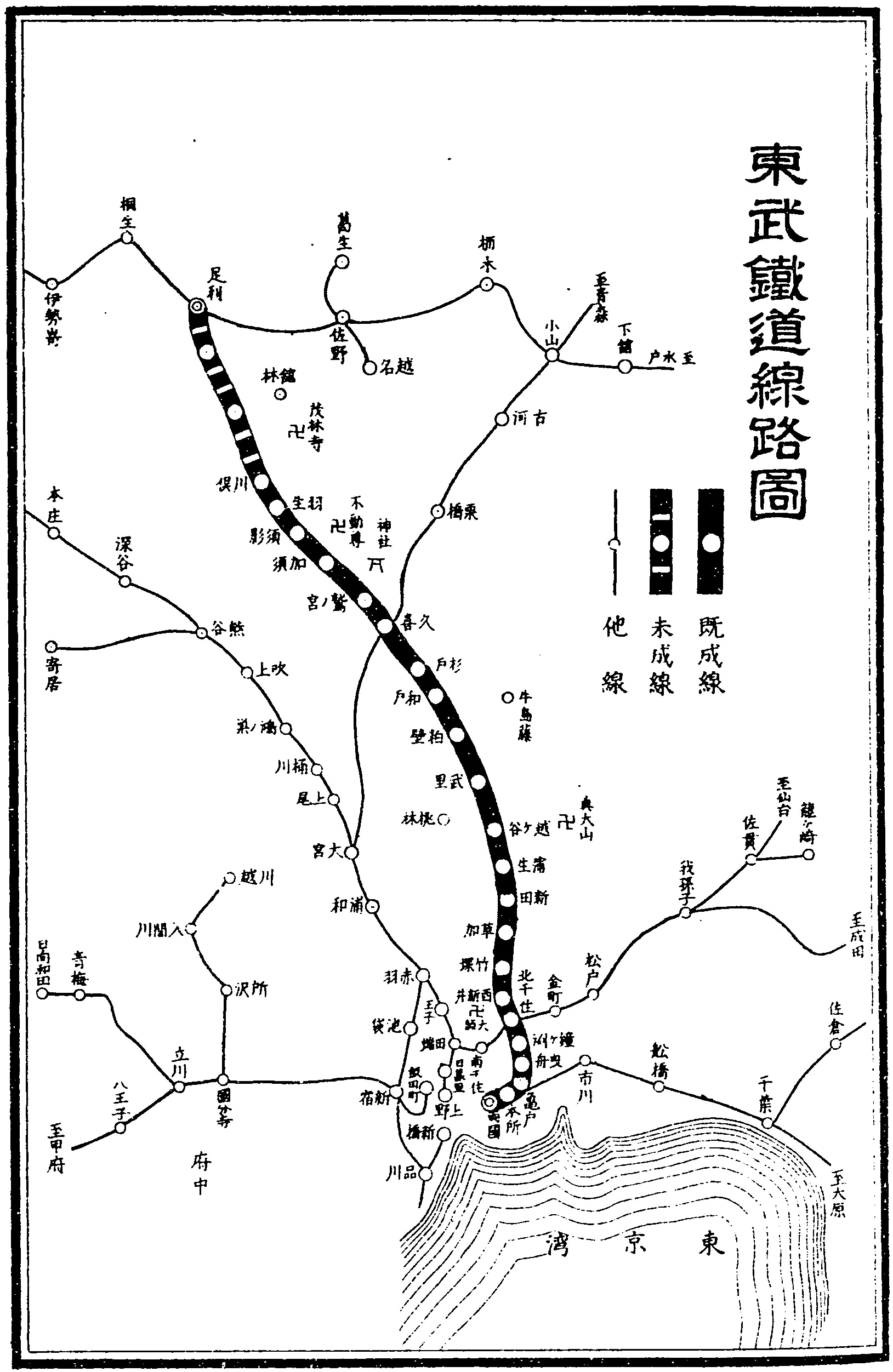
東武鉄道株式会社 1906年の路線図。両国駅がターミナルであった。

当駅は、千葉県方面への鉄道を建設した私鉄であった総武鉄道が1904年（明治37年）4月5日に「両国橋駅」として開業させた。総武鉄道は市川駅より東側の区間を先に開業させており、そこから西へ東京へ向かって順次建設を進めてきた。そして、本所駅（後の錦糸町駅）から両国橋駅までの区間が都心側で最後に開業した。この当時、本所から両国橋までの沿線はすでに市街地になっており、盛土・高架とすることを条件に免許が出された。会社側は建設費のかかる高架線を避けて、地上の線路に変更しようと画策したが、結局煉瓦造りの橋脚の上に鉄桁を載せた形状の高架橋を約1.5 kmに渡って建設して開業することになった。これは日本の鉄道で最初の高架区間であった。当初は単線で開業したが、最初から橋脚は複線用に準備されており、1906年（明治39年）8月19日に複線化された。この高架橋の関係で、垂れ流し式のトイレからの汚物が沿線に被害を及ぼすことを避けるために、本所より西側ではトイレの使用が禁止されていた。
総武鉄道の力では隅田川を渡る橋を建設することが難しかったこともあり、両国橋駅は総武鉄道の都心側のターミナルとして機能するようになった。当初の駅舎建物は駅の西側に建てられており、木造2階建てで面積170坪（約562平方メートル）、建設費は約9,000円であった。また、脇に同じく木造2階建ての総武鉄道本社も建てられていた。プラットホームは全長212メートルあり、その先の東側にも地下道を通じて亀沢町方面への出口が造られていた。隅田川からの運河が構内に掘られ、水運との連絡が行われるようになっていた。貨物営業は1904年（明治37年）9月1日に開始された。
また、吾妻橋駅（現在のとうきょうスカイツリー駅）をターミナルとしていた東武鉄道も亀戸線を建設して総武鉄道に乗り入れるようになり、両国橋駅は開業と同時に房総方面だけではなく北関東方面へのターミナルとしても機能するようになったため、吾妻橋駅は一時廃止された。

### 国有化後
1907年（明治40年）9月1日に総武鉄道が国有化されて国鉄となったことにより、1910年（明治43年）3月1日に吾妻橋駅を浅草駅に改称して旅客営業が再開され、同年3月27日に両国橋駅への東武鉄道の列車の乗り入れが廃止された。ただし、貨物列車については、1926年（大正15年）7月1日に小岩駅と金町駅を結ぶ新金貨物線が開通するまで、東武亀戸線を経由して北千住駅で常磐線と連絡する運転が継続された。
1923年（大正12年）9月1日に、関東大震災が発生。駅舎は倒壊しなかったが、駅構内の機関車5両、客車94両、貨車48両が延焼により焼失した。高架橋も大きな被害を受けて、復旧して運転を再開したのは同年10月9日のこととなった。バラック立ての仮駅舎を建設して暫定的に営業を行っていたが、増大する旅客・貨物需要を捌ききれなくなったため、1929年（昭和4年）12月30日に新駅舎が営業を開始した。これは現在供用されている西口駅舎である。この時点で行き止まり式の2面4線の構造となった。駅舎の面積は3,034坪（約10,030平方メートル）であった。当時は乗車口と降車口が分離されており、外から駅舎に向かって左側に乗車口、右側に降車口があった。内部には出札口、2等待合室、3等待合室、手荷物カウンターなどが設置されていた。
元々隅田川の両岸を両国（17世紀まで隅田川が武蔵国と下総国の境界であったため）と称し、そこに架かる橋を両国橋と呼んでいたことから、橋の近くにある駅を両国橋と名付けたものであったが、次第に隅田川東岸のことを両国と称するようになった。駅名もまた、一般には単に両国駅と呼ばれることが多くなっていた。そこで、1931年（昭和6年）10月1日に正式に「両国駅」へ改称した。
この頃、房総方面にあった全部で94の駅の中では、東京側のターミナルであった両国駅は乗降客数と収入の面ではぬきんでた1位であり、貨物取扱量も第2位であった。東京の鉄道駅の中では東京、上野、新宿、横浜、新橋に次ぐ第6位の取扱収入で、当時は渋谷や池袋などよりも収入の大きな駅であった。しかし、両国駅より西側の総武本線の建設が行われると、このターミナルとしての繁栄は次第に凋落していくことになった。
関東大震災で焼失した市街地の区画整理が行われたことで線路用地の捻出が可能となり、1932年（昭和7年）7月1日に御茶ノ水までの線路が完成し、総武本線の起点が御茶ノ水に変更された。これにより両国は孤立したターミナルの状態を脱することになった。御茶ノ水と両国の間は電化されて電車が折り返し運転を行うようになり、房総方面への列車の乗換駅となった。これに合わせて、現在も使用されている1・2番線のプラットホームが整備された。地下道で従来の列車用ホームとの連絡がなされ、また電車用のプラットホームへ直接出入りできる改札口が高架下に設けられた。当初は両国より東側はまだ電化されていなかったので、房総方面へは両国駅での乗換を必要としていたが、それでも乗り換えだけの乗客は改札口を通過しないため両国駅の乗降客数や収入は大きく減じることになった。さらに電化が東へ進展して1935年（昭和10年）7月1日に千葉駅まで完成すると、房総方面の列車が同駅で折り返すものが増え、次第に両国駅の列車ホームで発着する列車は減少していくことになった。特に第二次世界大戦後の石炭不足による蒸気機関車牽引列車の減少と房総方面が気動車化の重点線区とされたことで、当駅を始発・終着とする房総方面の列車は2往復まで減少することになった。
しかし外房線・内房線とも千葉から先はまだ非電化であり、1958年（昭和33年）7月10日から気動車準急「犬吠」の運転が開始され、その始発・終着駅となった。さらに房総方面の準急・急行は増発され、一部総武緩行線経由で新宿方面へ乗り入れる列車もあったものの、多くの優等列車は当駅始発・終着とされた。これにより再び房総方面へのターミナル駅としての地位が高まることになった。特に毎年夏には房総への海水浴客を輸送するための臨時列車が多数設定されて両国駅の列車ホームは賑わった。後に列車ホームは電化された。
次の大きな転機となったのは、1972年（昭和47年）7月15日の総武本線複々線化である。東京駅から錦糸町駅までの地下線で総武快速線が建設され、総武線の快速列車が東京駅へ直通するようになった。183系の特急がこの時より完成した東京地下駅から総武線、内房線、外房線に乗り入れを開始する。この線路は当駅構内の北側を通過してはいるが、急勾配及び急カーブ区間であることから、当駅にホームは設けられなかった。これにより総武快速線の列車は当駅に停まらなくなった。貨物営業も近隣の越中島駅などへ集約されることになり、物流拠点としての役目を終えた。この時点ではまだ房総方面への急行列車の一部など両国駅発着で残存していたが、1982年（昭和57年）11月15日のダイヤ改正により房総方面の急行列車は全廃され、特急「しおさい」「あやめ」「すいごう」が1日1往復だけ当駅に発着する状態となった。1988年（昭和63年）3月13日のダイヤ改正でしおさい・すいごうが、1991年（平成3年）3月16日のダイヤ改正であやめの発着も終了し、当駅は総武線各駅停車のみが停車する駅となって、現在に至っている。
一方、東京で進んでいた地下鉄網整備の中で、両国地域を通る路線は長く開業していなかったが、2000年（平成12年）に都営大江戸線の駅が開業し、両国から地下鉄の利用が可能となった。

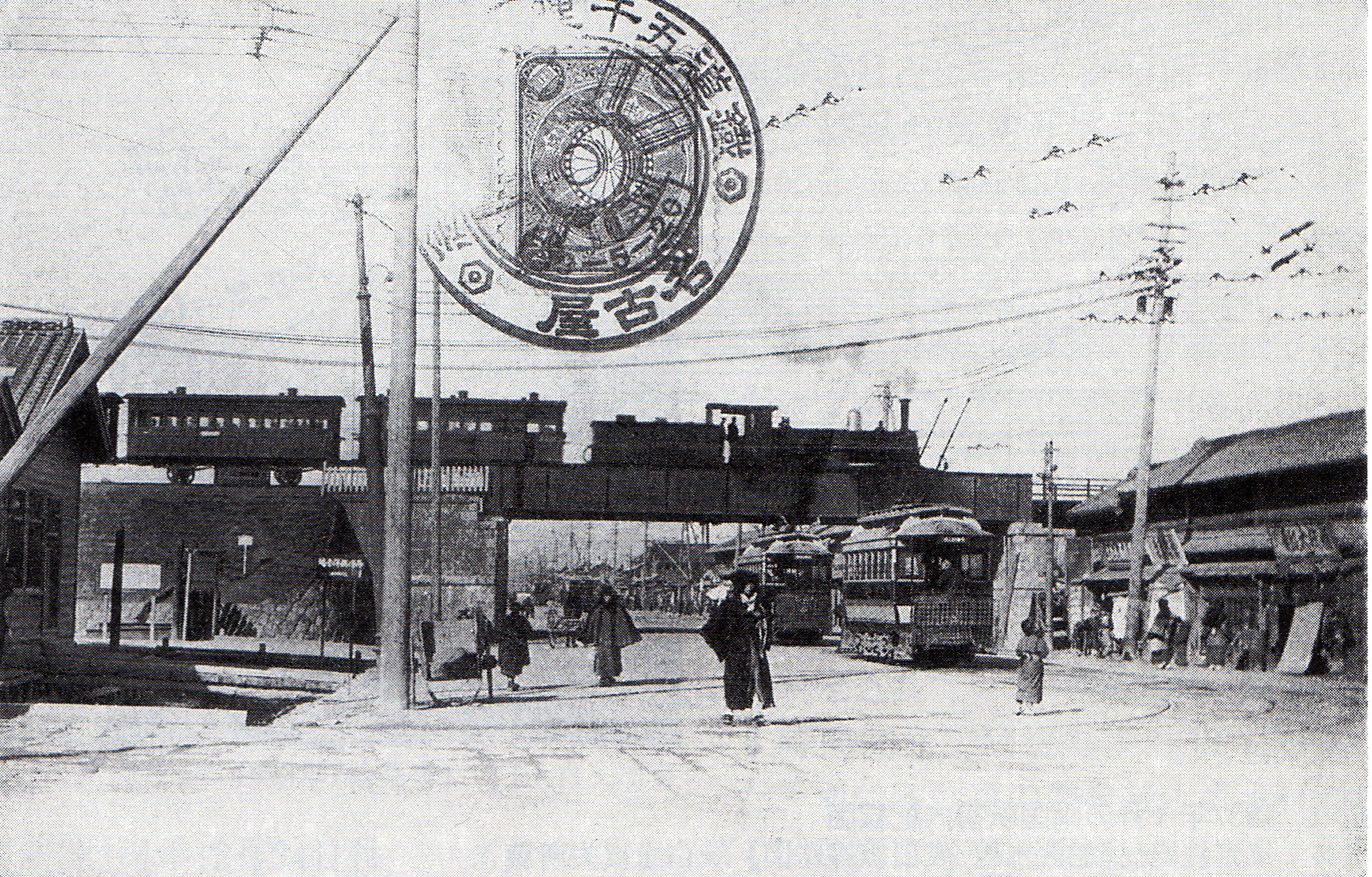
亀沢町高架橋を行く総武鉄道の列車（1906年ごろ）
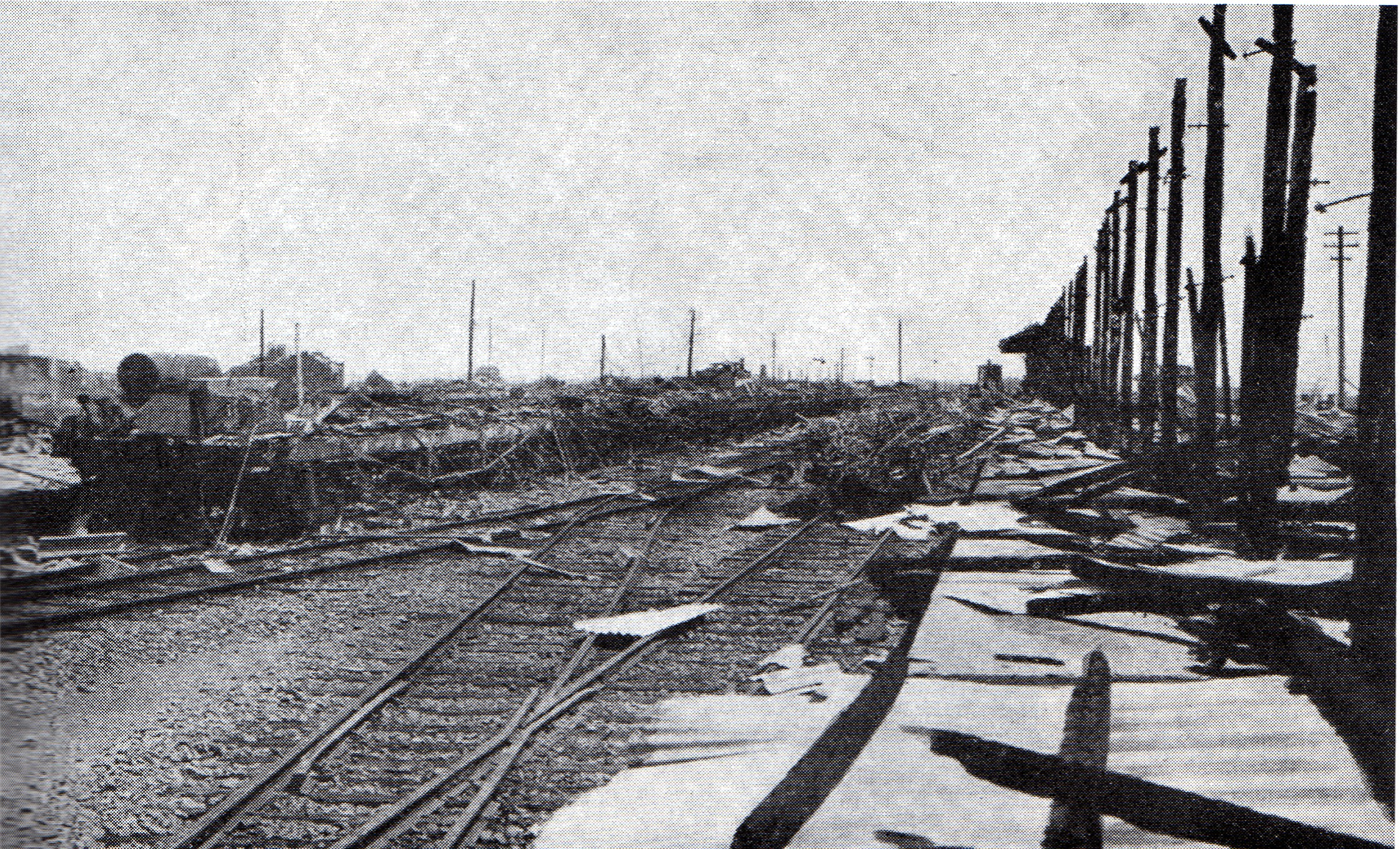
関東大震災で被災した両国駅構内
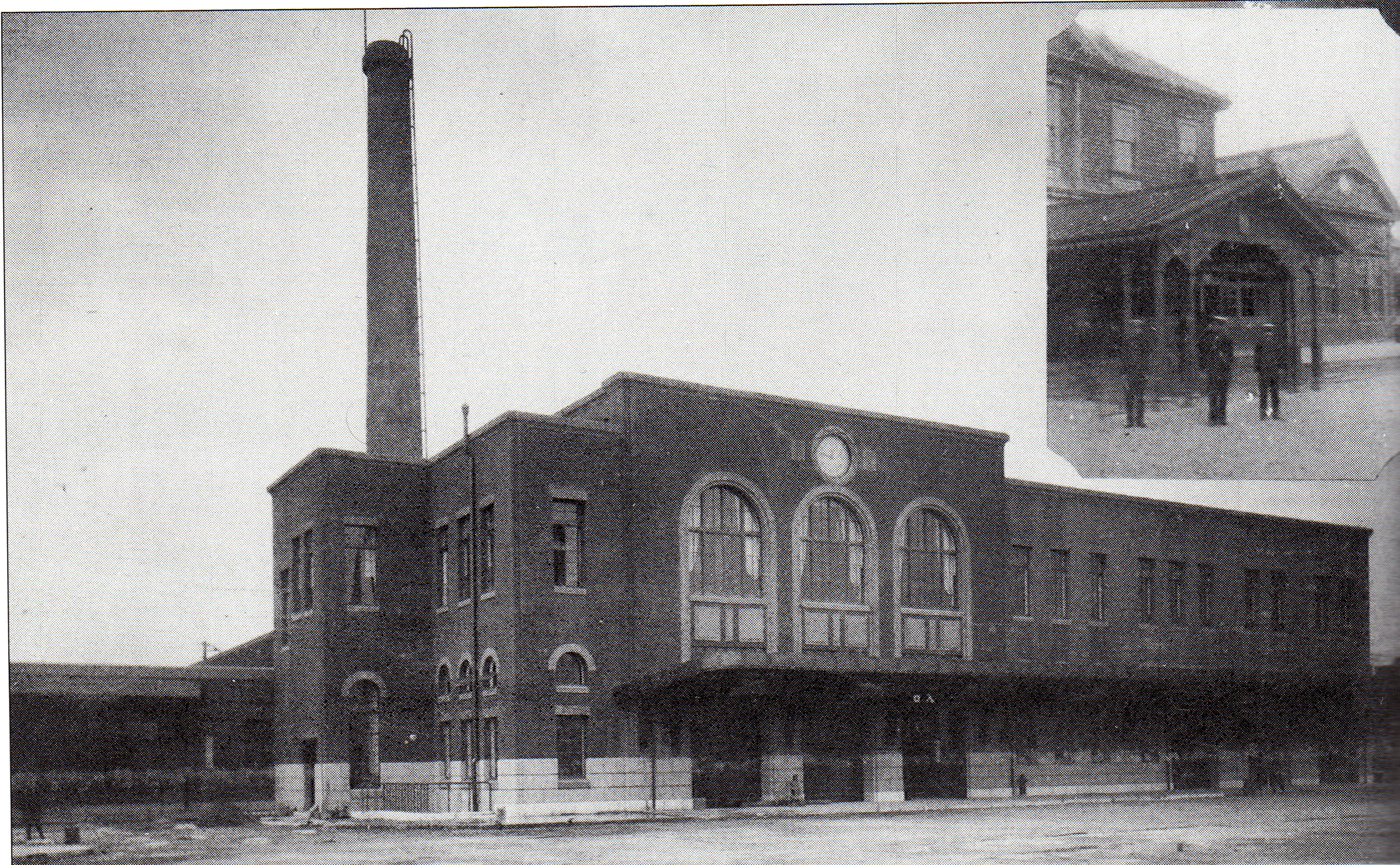
1929年に完成した両国駅舎（全体）と初代の両国駅舎（右上）
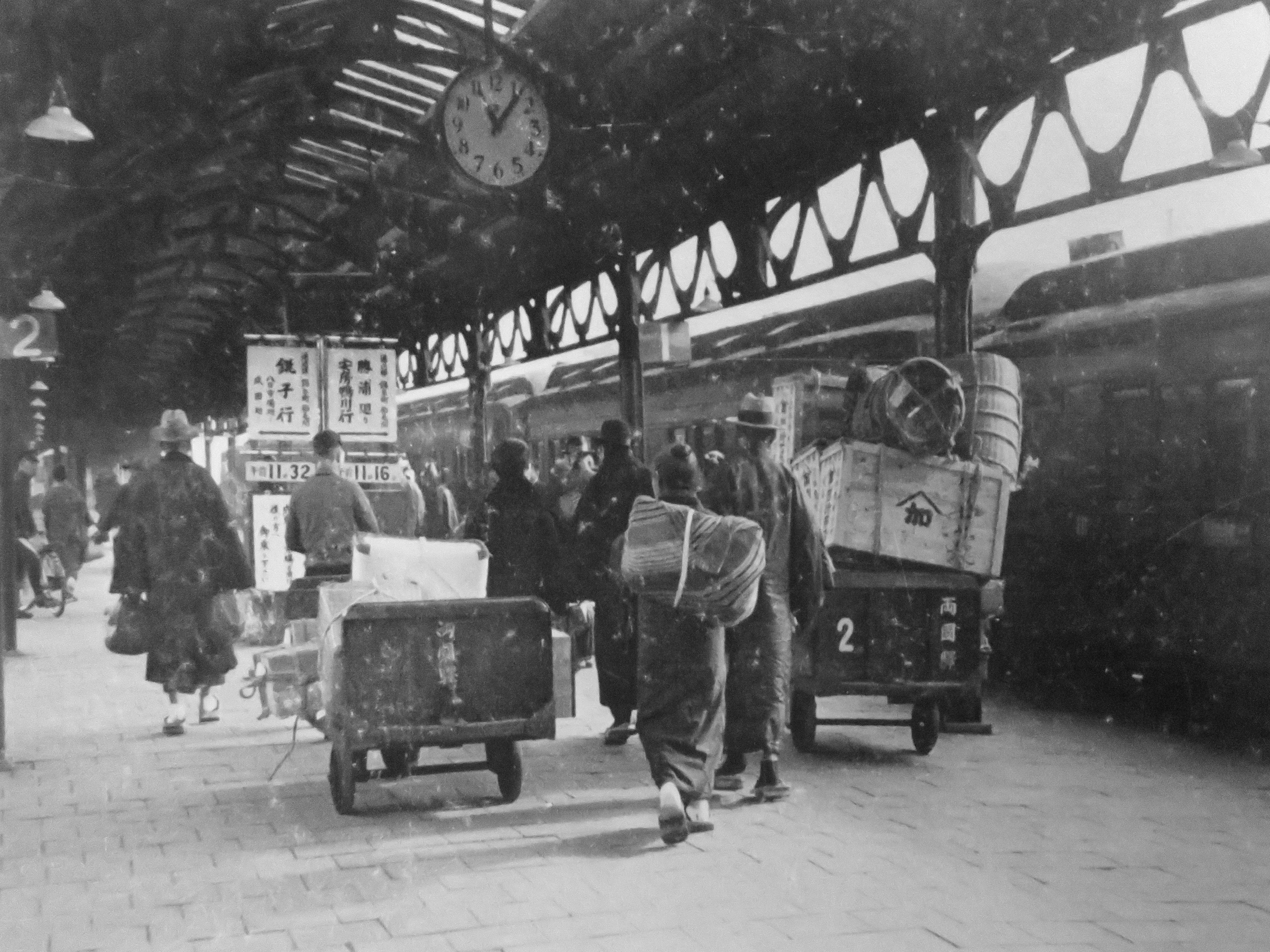
1935年のホーム

### 年表
- 1904年（明治37年）
  - 4月5日：総武鉄道本所 - 当駅間開通時に伴い、総武鉄道のターミナル駅両国橋駅として開業[1][2][11]。また、東武鉄道の列車も亀戸線経由で当駅に乗り入れ、東京側のターミナルとした[11]。
  - 9月1日：貨物の営業を開始[3]。
- 1906年（明治39年）8月19日：本所までの区間が複線化[2]。
- 1907年（明治40年）9月1日：総武鉄道の鉄道国有法に基づく国有化で、国有鉄道の駅となる[4][11]。
- 1910年（明治43年）3月27日：東武鉄道の浅草駅（現在のとうきょうスカイツリー駅）の営業再開により、東武鉄道の列車の乗り入れを廃止[4][11]。
- 1923年（大正12年）
  - 9月1日：関東大震災で被災し、駅舎が焼失[4][11][12]。
  - 10月9日：震災の被害を復旧し、運転を再開[4][11]。
- 1929年（昭和4年）12月30日：現西口駅舎の使用を開始[4][12]。
- 1931年（昭和6年）10月1日：両国駅に改称[6][11][12]。
- 1932年（昭和7年）7月1日：御茶ノ水駅までの電車線が開業[6][11][12]。
- 1958年（昭和33年）7月10日：準急「犬吠」の運転を開始[8][11]。
- 1969年（昭和44年）
  - 8月20日：当駅発勝浦行き客221レ蒸気機関車による最終運用[8]。これを最後に東京都23区内発着の蒸気機関車牽引による客車列車が全廃（その後も貨物列車は翌年度まで存続）[8]。
  - 10月1日：貨物配達の取り扱いを廃止。
- 1970年（昭和45年）7月1日：貨物の営業を廃止[12]。
- 1972年（昭和47年）7月15日：総武本線複々線化および東京 - 錦糸町間の開業により、総武快速線の運転開始[8][11]。
- 1982年（昭和57年）11月15日：この日のダイヤ改正により房総方面の急行が全廃され[11]、当駅列車ホームを発車する列車が激減する[10]。特急「しおさい」「あやめ」「すいごう」の各1往復が設定される[10]。
- 1987年（昭和62年）4月1日：国鉄分割民営化に伴い、東日本旅客鉄道（JR東日本）の駅となる[11]。
- 1988年（昭和63年）3月13日：特急「しおさい」「すいごう」の乗り入れ終了[10]、両国発着の特急はあやめ1往復のみとなる。
- 1991年（平成3年）3月16日：特急「あやめ」の乗り入れ終了。これにより、定期旅客列車では総武線各駅停車のみが停車する駅となる[10]。
- 1996年（平成8年）8月2日：旧駅舎を改装し、「ビヤステーション両国」が開業[新聞 1]。
- 1998年（平成10年）：「関東の駅百選」に選定される[13]。選定理由は「鉄筋2階建ての駅舎で相撲とともに歩んだ下町の代表となる駅」[13]。
- 2000年（平成12年）12月12日：都営大江戸線の駅が開業[14]。
- 2001年（平成13年）11月18日：JR東日本でICカード「Suica」の利用が可能となる[報道 1]。
- 2007年（平成19年）3月18日：東京都交通局でICカード「PASMO」の利用が可能となる[報道 2]。
- 2008年（平成20年）11月29日：列車ホーム（3番線）の改修完了による使用を開始[報道 3]。
- 2010年（平成22年）3月12日：新聞輸送列車の乗り入れを終了[新聞 2][新聞 3]。3番線ホームの定期列車の発着がなくなる[新聞 2][新聞 3]。
- 2016年（平成28年）11月25日：旧駅舎を再改装し、複合飲食施設「-両国-江戸NOREN」が開業[報道 4]。
- 2018年（平成30年）1月6日：当駅発着のサイクルトレイン「BOSO BICYCLE BASE」が運行開始[報道 5]。同時に道路から改札を通らずに当駅3番線へ直接向かえる「B.B.BASE」専用通路の使用を開始[報道 5]。
- 2021年（令和3年）
  - 1月31日：みどりの窓口の営業を終了[15][16]。
  - 3月1日：JR東日本の東口が駅遠隔操作システム（現・お客さまサポートコールシステム）導入に伴い、終日無人化[16]。
  - 7月16日 - 9月30日：2020年東京オリンピック・パラリンピック開催に伴い、都営地下鉄の駅において副名称「国技館」および特別接近メロディ（『Make The Beat!』プロジェクトの「2020ビート」のアレンジ）を期間限定で使用[17]。
- 2025年（令和7年）7月20日：JR東日本でスマートホームドアの使用を開始[報道 6]。

### 駅名の由来
元来、両国とは両国橋を挟んだ隅田川の両岸を指す地名であった（隅田川西岸は旧・日本橋両国）。しかし、総武鉄道は当初隅田川の東岸までの開通に留まったため、両国橋の東、東両国に両国橋駅を開業し、後に両国駅と改称した。駅名の影響に両国国技館の開設も加わり、現在では両国という地名は専ら両国橋の東の地域に対して用いられる。

## 駅構造

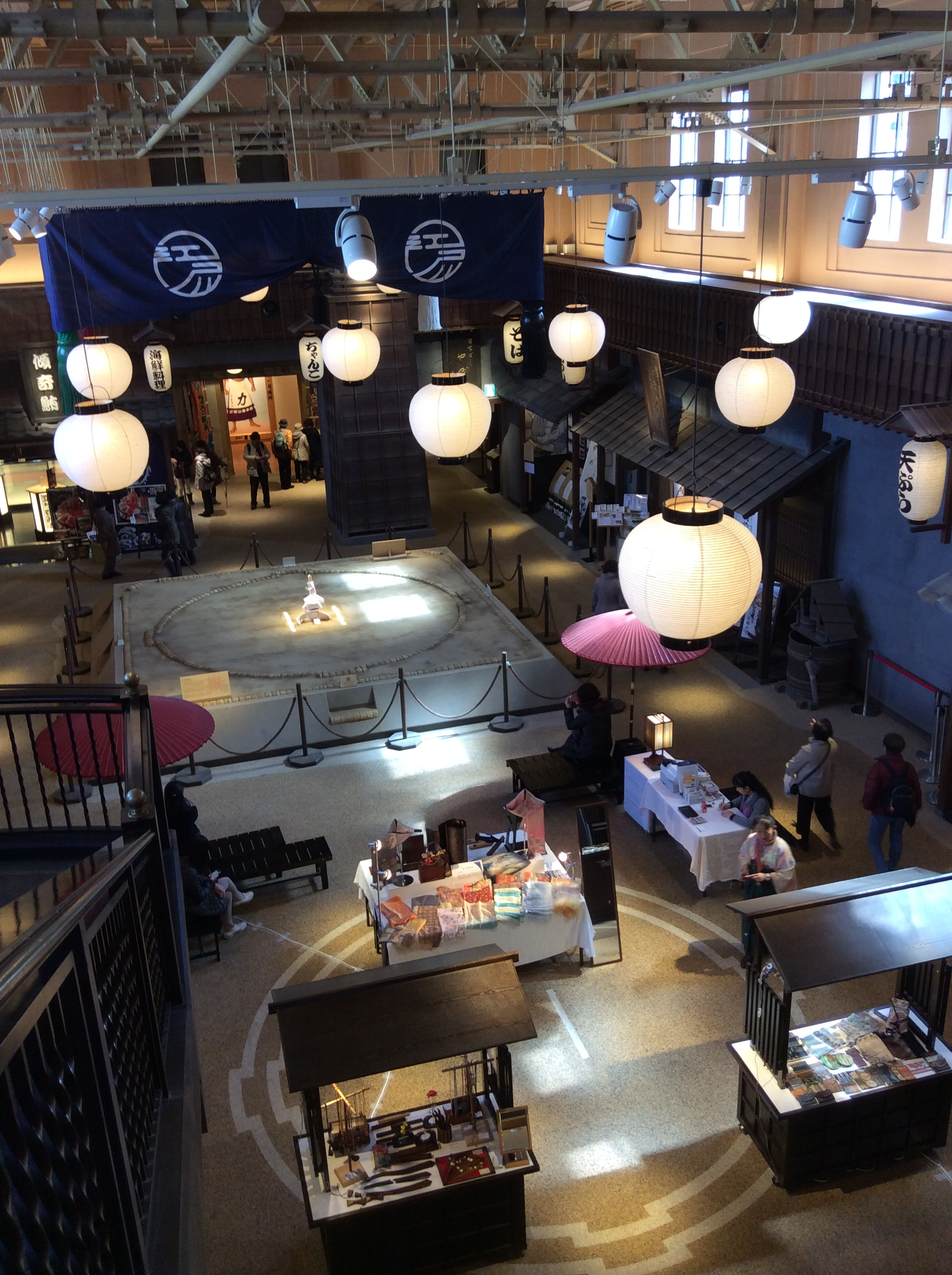
「-両国-江戸 NOREN」エントランス（2017年6月）

JRの駅は東西に出入口があり（階段の位置はホームの両端ではなくやや中央寄り）、駅舎は高架下にある。ホーム横にはターミナル駅の面影を残す駅舎とホームが残されている。この旧駅舎コンコースを利用し、居酒屋チェーン「はなの舞」の独自業態「大江戸八百八町・花の舞 両国国技館前店」が営業していたが閉店（後に清澄通り沿い錦糸町方の高架下に「両国八百八町・花の舞 江戸東京博物館前店」として移転）。閉店後の旧駅舎を改装して2016年（平成28年）11月25日に複合飲食施設「-両国- 江戸NOREN」が開業した。
都営大江戸線の駅はJR駅の東側を通る清澄通り（東京都道463号上野月島線）の地下に建設され、出口もその両側に設置されている。JR総武線と都営大江戸線の乗り換えはJR駅の東口から乗り換えるが、駅間がかなり離れている。

### JR東日本
総武線各駅停車用の島式ホーム1面2線の電車ホームと、単式ホーム1面1線の列車ホームを有する高架駅である。電車ホームから一段低い高さに列車ホームがある。当駅北側には、東京駅方面へ直通する総武快速線・総武トンネルの入口がある。
千葉支社管轄で錦糸町営業統括センター管内の直営駅で、副所長兼駅長が配置されており、管理駅として浅草橋駅を管理する。なお、東口はお客さまサポートコールシステムが導入されており、駅員は配置されておらず、終日遠隔対応を行う。このほか、西口には、指定席券売機が設置されているほか、バリアフリー施設としてエスカレーターやエレベーターなどを併設している。
近くに大相撲興行などが開催される両国国技館があることにちなみ、西口の駅入口にある駅名表示は根岸流の書体で「両国駅」と書かれ、西口改札横には優勝額が展示されている。また、西口改札を入ってすぐの所にはタイルの色が違う所があり、これはよく見ると土俵の形になっている。

#### のりば

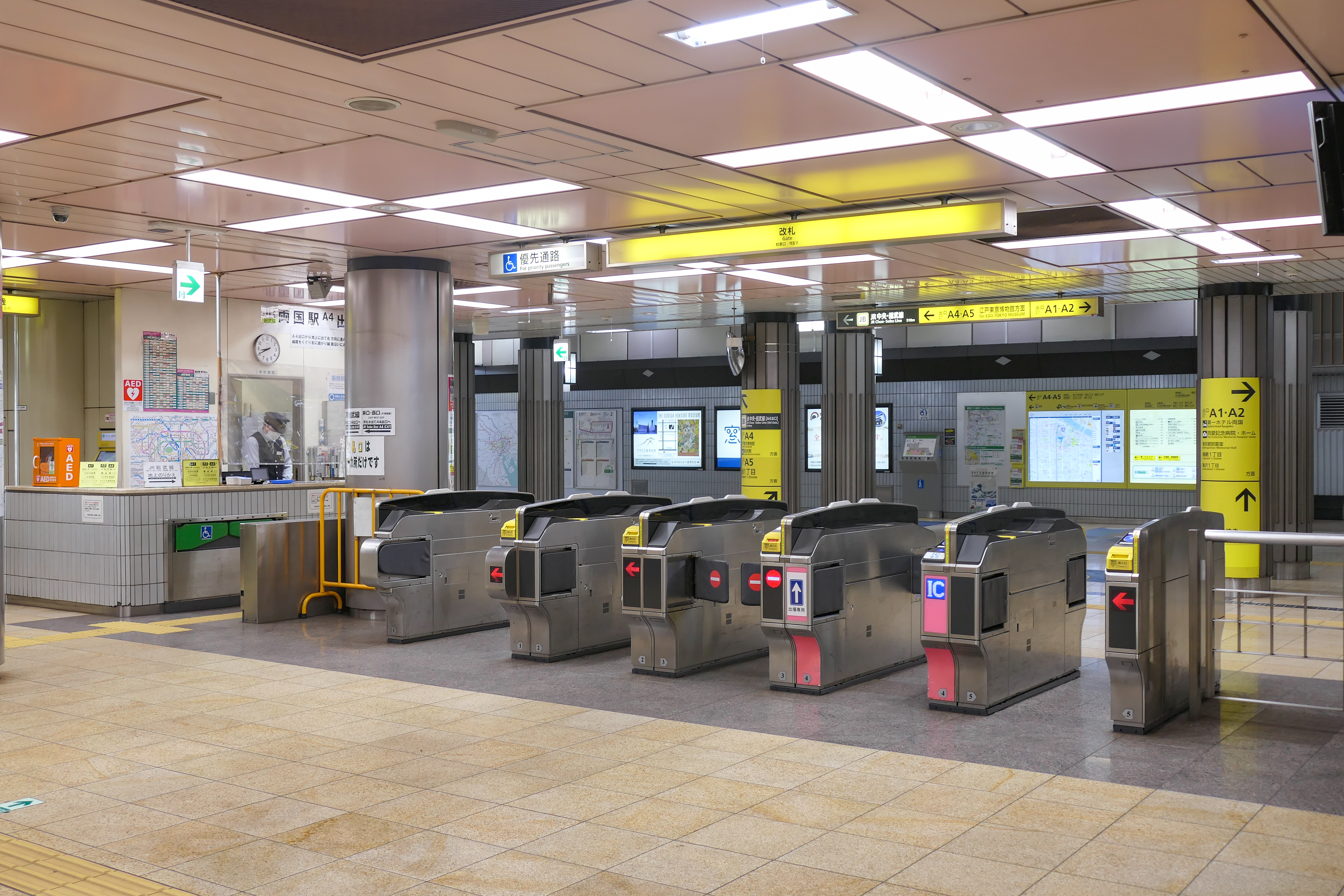
改札口（2023年3月）
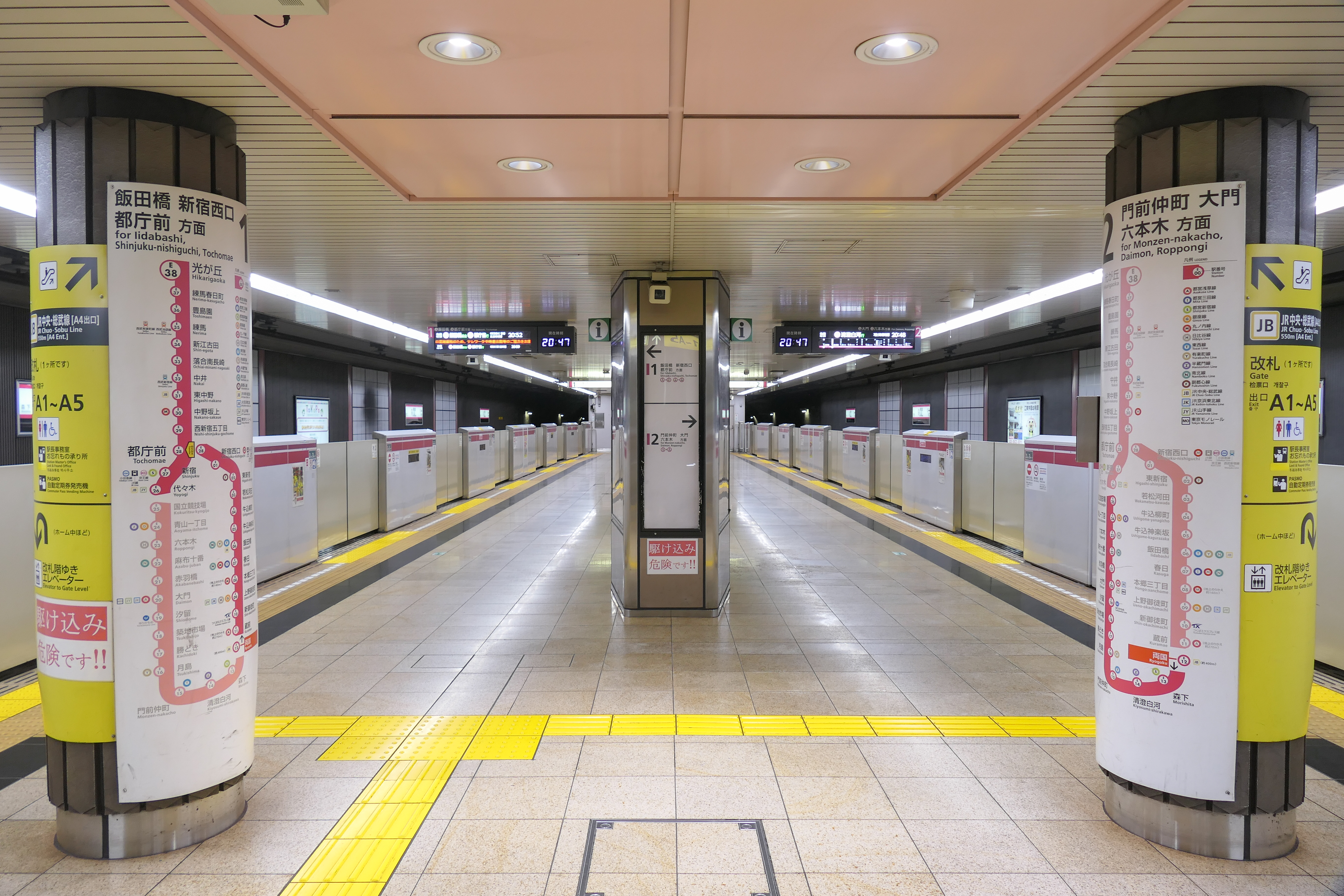
ホーム（2023年3月）

| 番線 | 路線                                          | 方向                                          | 行先                                          |
| ---- | --------------------------------------------- | --------------------------------------------- | --------------------------------------------- |
| 1    | 総武線（各駅停車）                            | 西行                                          | 秋葉原・新宿・中野方面                        |
| 2    | 総武線（各駅停車）                            | 東行                                          | 錦糸町・市川・船橋・千葉方面                  |
| 3    | ■団体・臨時ホーム（総武快速線千葉方面と接続） | ■団体・臨時ホーム（総武快速線千葉方面と接続） | ■団体・臨時ホーム（総武快速線千葉方面と接続） |

付記事項
- 1番線の案内の一部に、当駅からは物理的に直通していない東京駅・上野駅の表記があるが、両駅へ行く場合は秋葉原駅での乗り換えが必要となる。
- 3番線は定期列車としては回送列車が1日1本乗り入れる[注 4]のみで、定期旅客列車の発着はなく、通常は立ち入りができない[21]。なお、新宿方面から総武線千葉方面に乗り入れる特急などはすべて1・2番線を通過する。

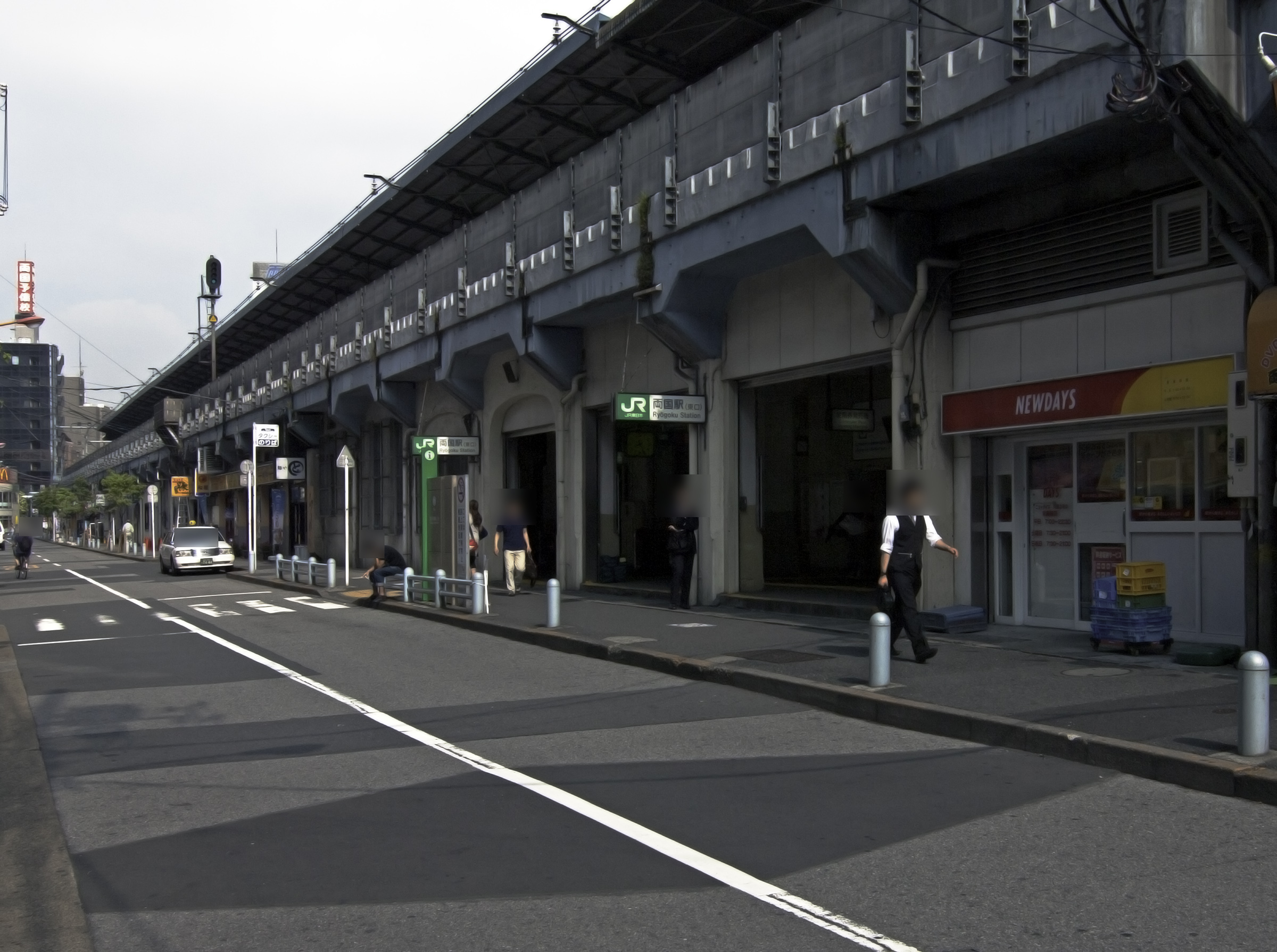
東口（2010年7月）
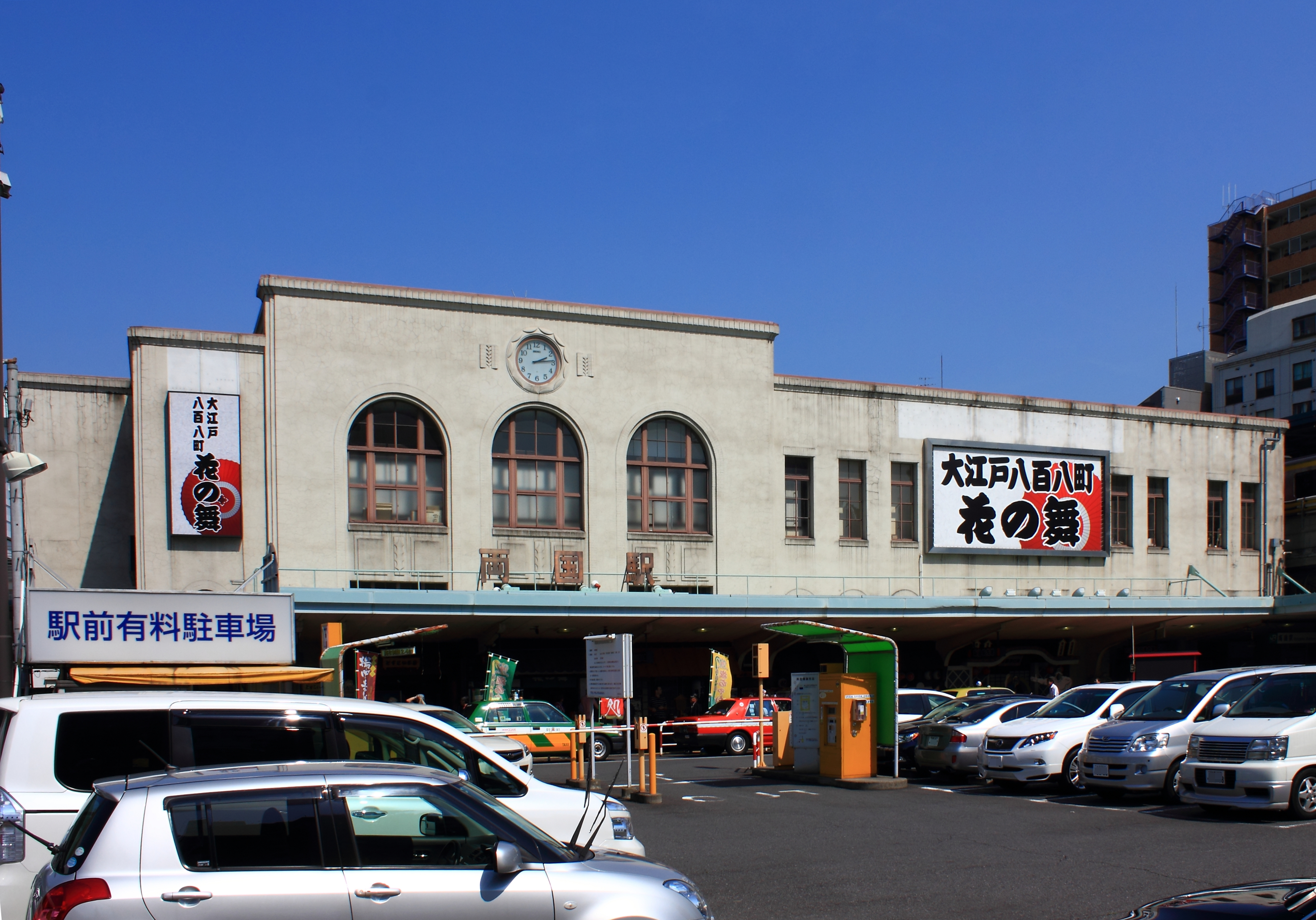
リニューアル前の西口（2012年5月）
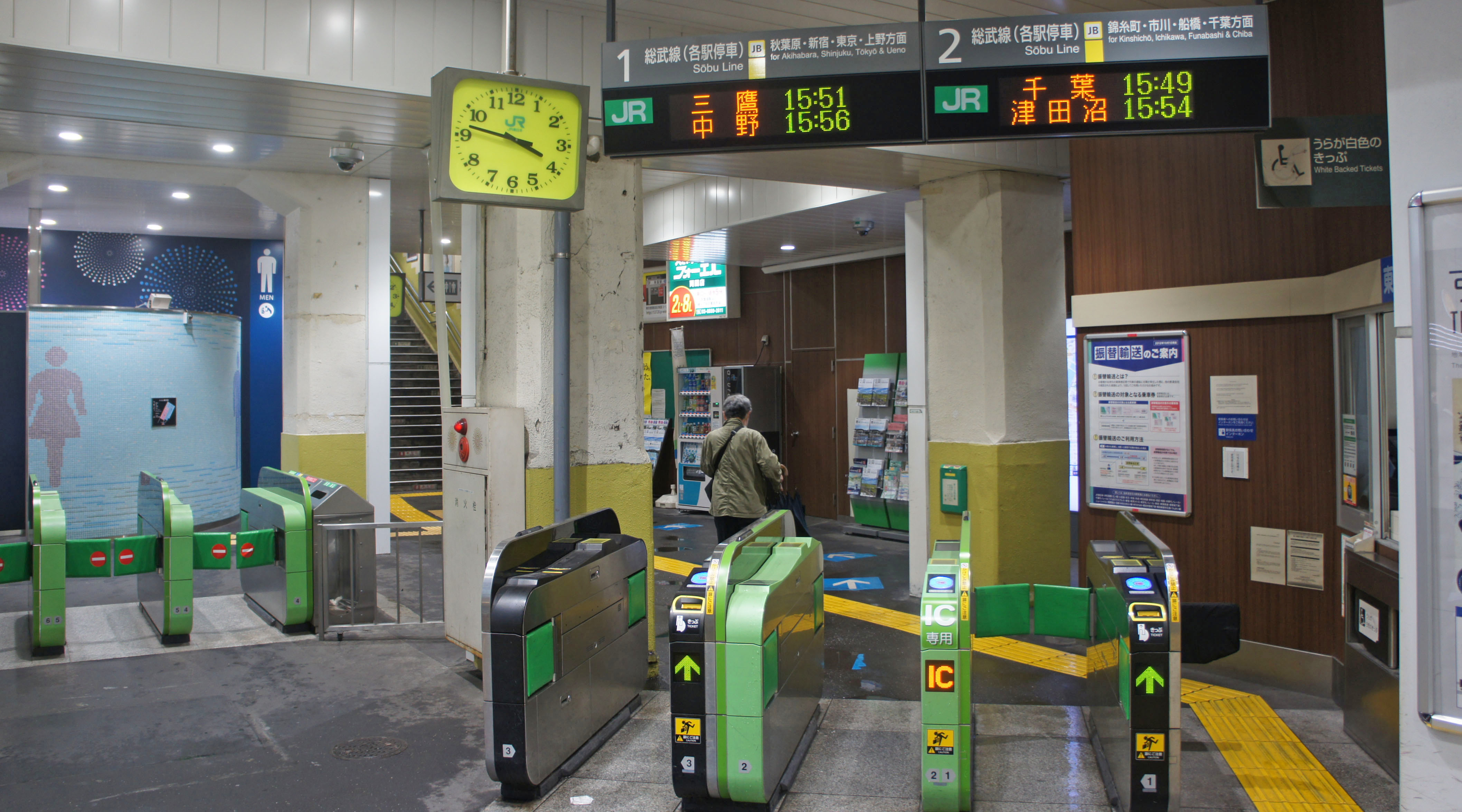
東口改札（2019年6月）
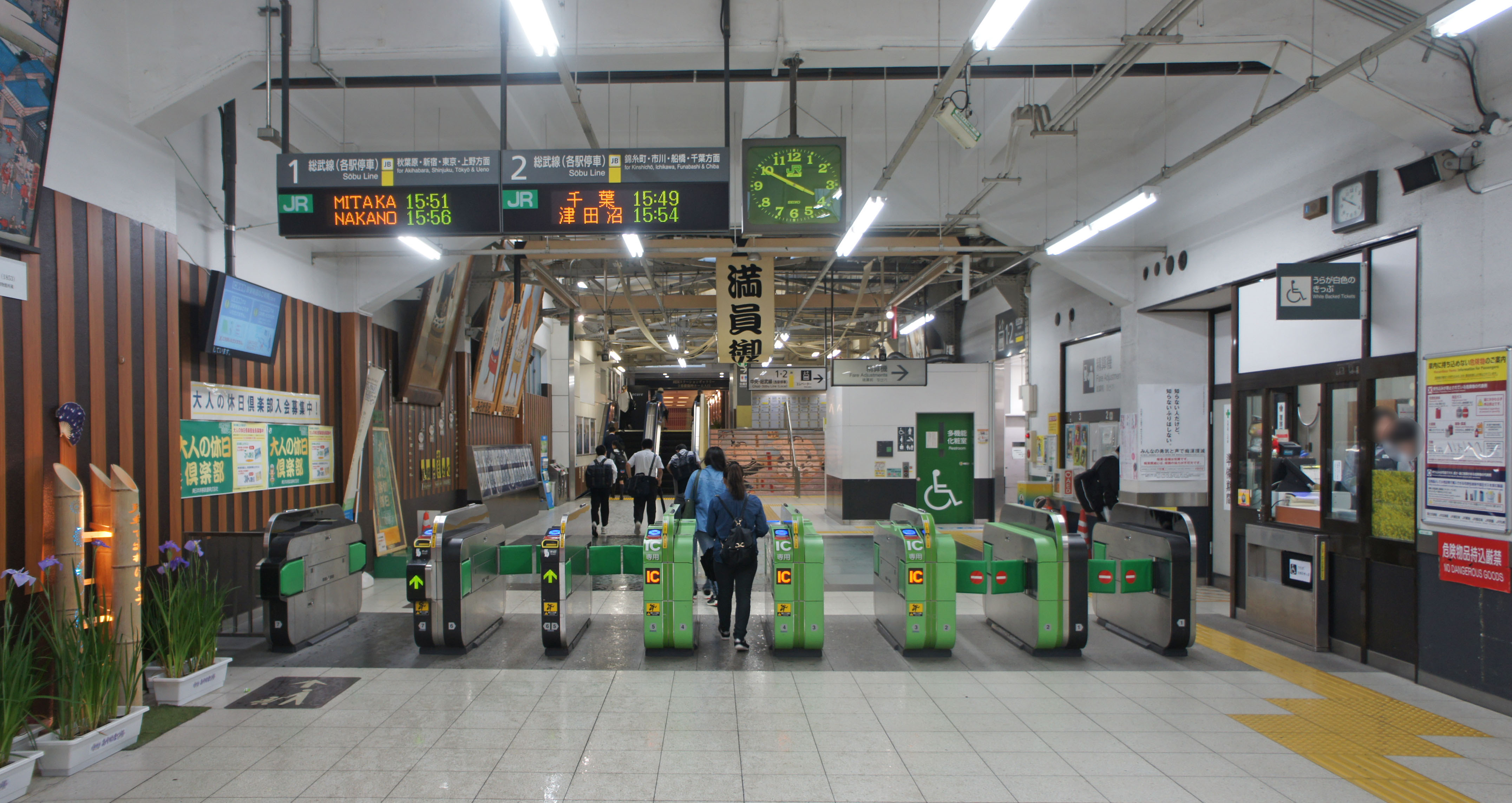
西口改札（2019年6月）
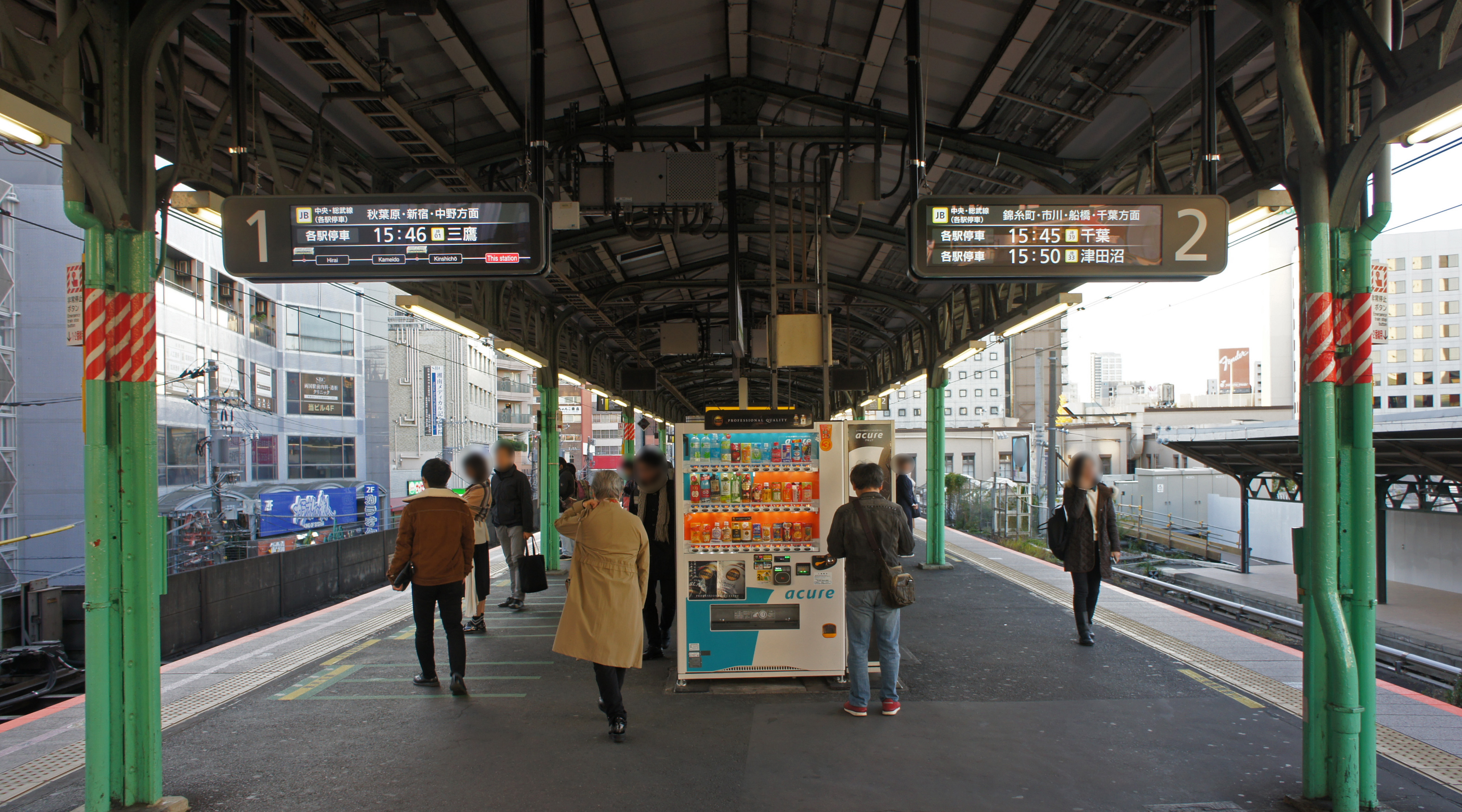
1・2番線ホーム（2019年11月）
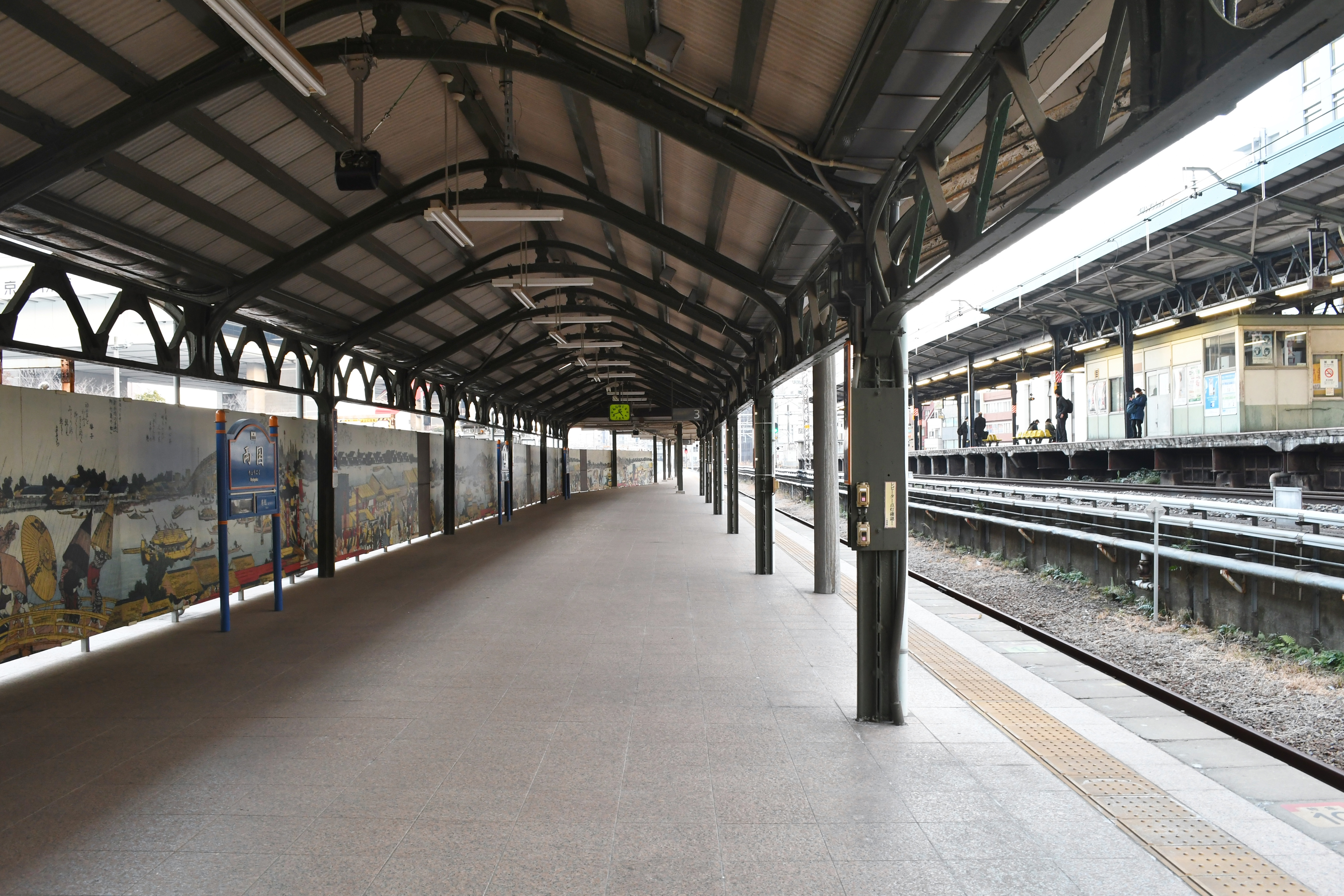
3番線ホーム（2022年2月）
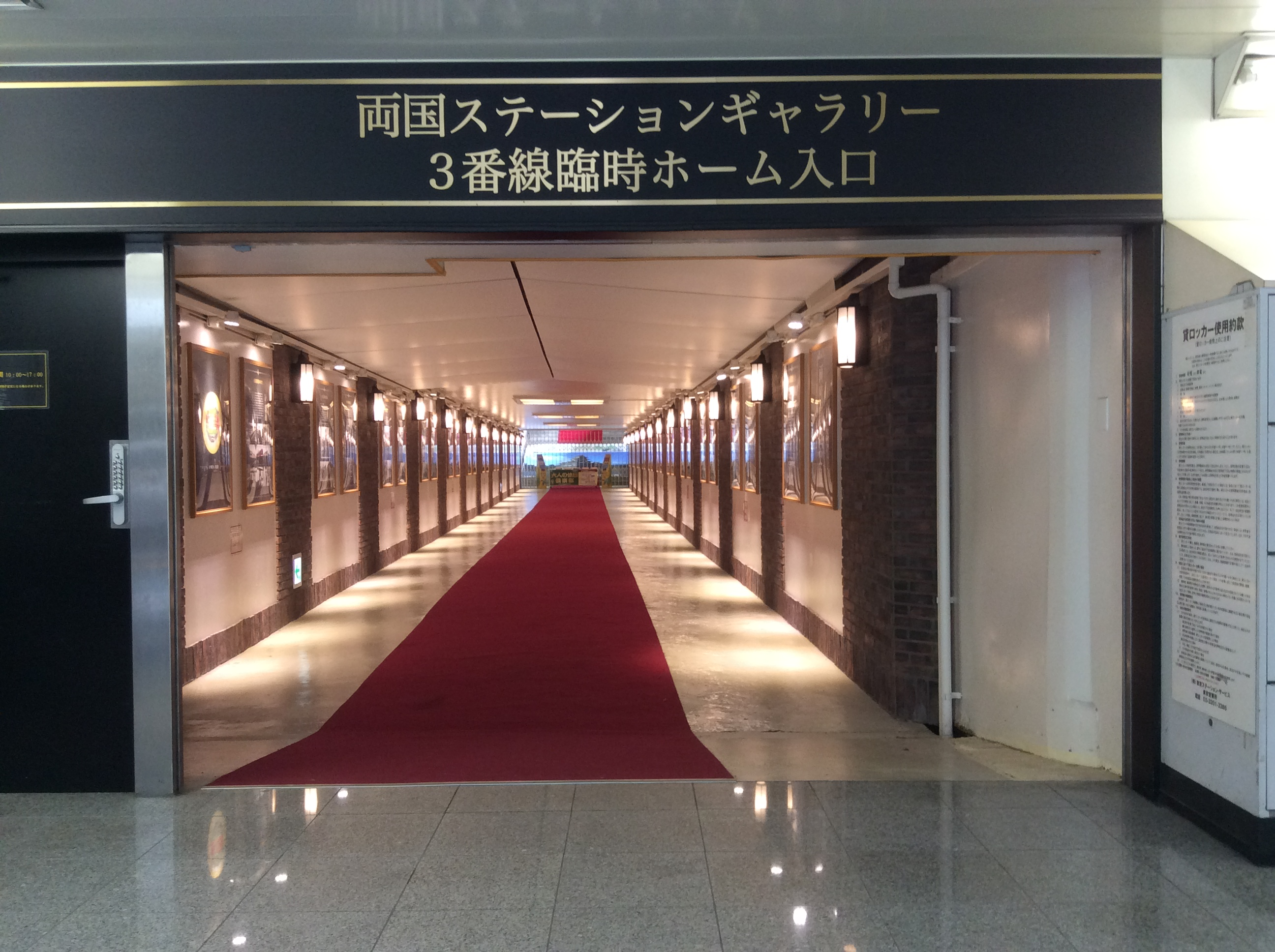
構内の「両国ステーションギャラリー」（2017年6月）

#### ターミナル駅としての地位低下

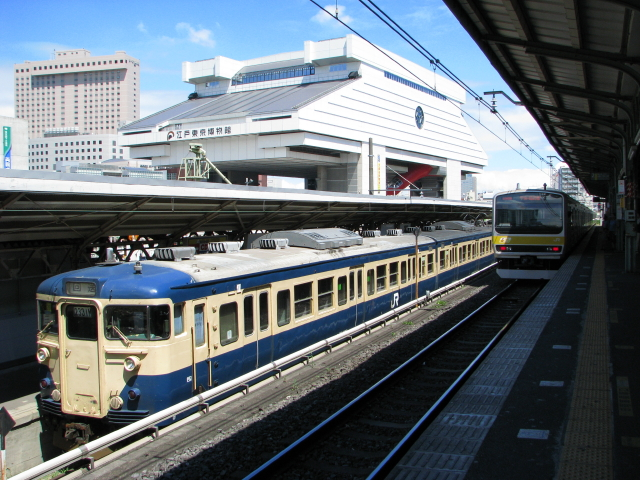
3番線停車中の新聞輸送列車と総武線の各駅停車（2007年8月）

当駅は開業当初東京都心のターミナル駅の一つとして機能していたことから、総武快速線東京駅（総武トンネル）開業前、長らく房総方面への中・長距離列車の発着ホームとして広い構内設備を持っていた。列車ホームは当初は3 - 6番線の2面4線の櫛型形状であり、その北側に広大な留置線と貨物設備を有していた。この縮小部分には、のちに両国国技館や江戸東京博物館が建設されている。
JR発足当初は特急「あやめ」「すいごう」の発着があり、総武快速線の団体列車がここで折り返すことも多かった。また、2010年（平成22年）3月12日までは、旅客以外の定期列車として内房・外房線沿線の新聞販売店や主要駅のキヨスク向けに夕刊を発送する新聞輸送列車が1日1本、3番線ホームから発車していた。1991年（平成3年）3月15日に特急列車の乗り入れが終了した。使われなくなった4 - 6番線は保線基地となった。
一方、3番線ホームは2008年（平成20年）秋の観光キャンペーン「ぐるっと ゆめ半島ちば」を機に全面リニューアルされた。同年11月29日発の「快速 ぐるっと ゆめ半島1号」より使用を開始し、列車発着時間帯以外はホーム自体をイベントスペースとして貸し出している。また、2017年（平成29年）から毎年夏に、味の素冷凍食品がイベント「ギョーザステーション」を開催している。
なお、2018年（平成30年）1月にはサイクルトレイン「B.B.BASE」専用通路が整備され、道路から直接ホームにアクセスすることが可能となった。また、2020年（令和2年）11月27日 - 11月28日には、特急「成田エクスプレス」で使用されるE259系電車を活用したテレワーク空間の実証実験が実施された（事前予約制）。

### 東京都交通局
島式ホーム1面2線を有する地下駅である。「江戸東京博物館前」の副名称が設定されている。

#### のりば
| 番線 | 路線         | 行先               |
| ---- | ------------ | ------------------ |
| 1    | 都営大江戸線 | 飯田橋・都庁前方面 |
| 2    | 都営大江戸線 | 大門・六本木方面   |

- 改札口（2023年3月）
- ホーム（2023年3月）

## 利用状況

### JR東日本
2023年度（令和5年度）の1日平均乗車人員は34,415人である。
各年度の推移は以下のとおりである。

#### 1日平均乗車人員（1900年代 - 1930年代）
| 1日平均乗車人員推移（総武鉄道／国鉄） （1900年代 - 1930年代） | 1日平均乗車人員推移（総武鉄道／国鉄） （1900年代 - 1930年代） | 1日平均乗車人員推移（総武鉄道／国鉄） （1900年代 - 1930年代） |
| 年度                                                          | 乗車人員                                                      | 出典 （東京府）                                               |
| ------------------------------------------------------------- | ------------------------------------------------------------- | ------------------------------------------------------------- |
| 1904年（明治37年）                                            | 1,785                                                         | [ 府 2 ]                                                      |
| 1905年（明治38年）                                            | 2,230                                                         | [ 府 3 ]                                                      |
| 1907年（明治40年）                                            | 1,773                                                         | [ 府 4 ]                                                      |
| 1908年（明治41年）                                            | 3,247                                                         | [ 府 5 ]                                                      |
| 1909年（明治42年）                                            | 3,127                                                         | [ 府 6 ]                                                      |
| 1911年（明治44年）                                            | 2,936                                                         | [ 府 7 ]                                                      |
| 1912年（大正元年）                                            | 2,699                                                         | [ 府 8 ]                                                      |
| 1913年（大正02年）                                            | 2,511                                                         | [ 府 9 ]                                                      |
| 1914年（大正03年）                                            | 2,548                                                         | [ 府 10 ]                                                     |
| 1915年（大正04年）                                            | 2,381                                                         | [ 府 11 ]                                                     |
| 1916年（大正05年）                                            | 2,534                                                         | [ 府 12 ]                                                     |
| 1919年（大正08年）                                            | 4,437                                                         | [ 府 13 ]                                                     |
| 1920年（大正09年）                                            | 5,310                                                         | [ 府 14 ]                                                     |
| 1922年（大正11年）                                            | 7,052                                                         | [ 府 15 ]                                                     |
| 1923年（大正12年）                                            | 7,990                                                         | [ 府 16 ]                                                     |
| 1924年（大正13年）                                            | 9,020                                                         | [ 府 17 ]                                                     |
| 1925年（大正14年）                                            | 9,224                                                         | [ 府 18 ]                                                     |
| 1926年（昭和元年）                                            | 9,559                                                         | [ 府 19 ]                                                     |
| 1927年（昭和02年）                                            | 10,163                                                        | [ 府 20 ]                                                     |
| 1928年（昭和03年）                                            | 10,646                                                        | [ 府 21 ]                                                     |
| 1929年（昭和04年）                                            | 10,448                                                        | [ 府 22 ]                                                     |
| 1930年（昭和05年）                                            | 19,616                                                        | [ 府 23 ]                                                     |
| 1931年（昭和06年）                                            | 10,624                                                        | [ 府 24 ]                                                     |
| 1932年（昭和07年）                                            | 12,552                                                        | [ 府 25 ]                                                     |
| 1933年（昭和08年）                                            | 13,480                                                        | [ 府 26 ]                                                     |
| 1934年（昭和09年）                                            | 14,215                                                        | [ 府 27 ]                                                     |
| 1935年（昭和10年）                                            | 15,128                                                        | [ 府 28 ]                                                     |

#### 1日平均乗車人員（1953年 - 2000年）
| 1日平均乗車人員推移（国鉄／JR東日本） （1953年 - 2000年） | 1日平均乗車人員推移（国鉄／JR東日本） （1953年 - 2000年） | 1日平均乗車人員推移（国鉄／JR東日本） （1953年 - 2000年） | 1日平均乗車人員推移（国鉄／JR東日本） （1953年 - 2000年） | 1日平均乗車人員推移（国鉄／JR東日本） （1953年 - 2000年） |
| 年度                                                      | 乗車人員                                                  | 順位                                                      | 出典                                                      | 出典                                                      |
| 年度                                                      | 乗車人員                                                  | 順位                                                      | JR                                                        | 東京都                                                    |
| --------------------------------------------------------- | --------------------------------------------------------- | --------------------------------------------------------- | --------------------------------------------------------- | --------------------------------------------------------- |
| 1953年（昭和28年）                                        | 24,022                                                    |                                                           |                                                           | [ 都 2 ]                                                  |
| 1954年（昭和29年）                                        | 24,265                                                    |                                                           |                                                           | [ 都 3 ]                                                  |
| 1955年（昭和30年）                                        | 25,753                                                    |                                                           |                                                           | [ 都 4 ]                                                  |
| 1956年（昭和31年）                                        | 28,268                                                    |                                                           |                                                           | [ 都 5 ]                                                  |
| 1957年（昭和32年）                                        | 28,435                                                    |                                                           |                                                           | [ 都 6 ]                                                  |
| 1958年（昭和33年）                                        | 29,172                                                    |                                                           |                                                           | [ 都 7 ]                                                  |
| 1959年（昭和34年）                                        | 30,871                                                    |                                                           |                                                           | [ 都 8 ]                                                  |
| 1960年（昭和35年）                                        | 32,745                                                    |                                                           |                                                           | [ 都 9 ]                                                  |
| 1961年（昭和36年）                                        | 33,997                                                    |                                                           |                                                           | [ 都 10 ]                                                 |
| 1962年（昭和37年）                                        | 36,707                                                    |                                                           |                                                           | [ 都 11 ]                                                 |
| 1963年（昭和38年）                                        | 38,700                                                    |                                                           |                                                           | [ 都 12 ]                                                 |
| 1964年（昭和39年）                                        | 41,081                                                    |                                                           |                                                           | [ 都 13 ]                                                 |
| 1965年（昭和40年）                                        | 42,595                                                    |                                                           |                                                           | [ 都 14 ]                                                 |
| 1966年（昭和41年）                                        | 42,470                                                    |                                                           |                                                           | [ 都 15 ]                                                 |
| 1967年（昭和42年）                                        | 45,386                                                    |                                                           |                                                           | [ 都 16 ]                                                 |
| 1968年（昭和43年）                                        | 45,838                                                    |                                                           |                                                           | [ 都 17 ]                                                 |
| 1969年（昭和44年）                                        | 40,540                                                    |                                                           |                                                           | [ 都 18 ]                                                 |
| 1970年（昭和45年）                                        | 39,638                                                    |                                                           |                                                           | [ 都 19 ]                                                 |
| 1971年（昭和46年）                                        | 39,456                                                    |                                                           |                                                           | [ 都 20 ]                                                 |
| 1972年（昭和47年）                                        | 38,584                                                    |                                                           |                                                           | [ 都 21 ]                                                 |
| 1973年（昭和48年）                                        | 37,121                                                    |                                                           |                                                           | [ 都 22 ]                                                 |
| 1974年（昭和49年）                                        | 37,775                                                    |                                                           |                                                           | [ 都 23 ]                                                 |
| 1975年（昭和50年）                                        | 36,986                                                    |                                                           |                                                           | [ 都 24 ]                                                 |
| 1976年（昭和51年）                                        | 38,282                                                    |                                                           |                                                           | [ 都 25 ]                                                 |
| 1977年（昭和52年）                                        | 38,129                                                    |                                                           |                                                           | [ 都 26 ]                                                 |
| 1978年（昭和53年）                                        | 36,795                                                    |                                                           |                                                           | [ 都 27 ]                                                 |
| 1979年（昭和54年）                                        | 35,970                                                    |                                                           |                                                           | [ 都 28 ]                                                 |
| 1980年（昭和55年）                                        | 34,715                                                    |                                                           |                                                           | [ 都 29 ]                                                 |
| 1981年（昭和56年）                                        | 33,934                                                    |                                                           |                                                           | [ 都 30 ]                                                 |
| 1982年（昭和57年）                                        | 33,156                                                    |                                                           |                                                           | [ 都 31 ]                                                 |
| 1983年（昭和58年）                                        | 32,664                                                    |                                                           |                                                           | [ 都 32 ]                                                 |
| 1984年（昭和59年）                                        | 33,326                                                    |                                                           |                                                           | [ 都 33 ]                                                 |
| 1985年（昭和60年）                                        | 34,830                                                    |                                                           |                                                           | [ 都 34 ]                                                 |
| 1986年（昭和61年）                                        | 34,877                                                    |                                                           |                                                           | [ 都 35 ]                                                 |
| 1987年（昭和62年）                                        | 34,995                                                    |                                                           |                                                           | [ 都 36 ]                                                 |
| 1988年（昭和63年）                                        | 35,833                                                    |                                                           |                                                           | [ 都 37 ]                                                 |
| 1989年（平成元年）                                        | 36,488                                                    |                                                           |                                                           | [ 都 38 ]                                                 |
| 1990年（平成02年）                                        | 38,641                                                    |                                                           |                                                           | [ 都 39 ]                                                 |
| 1991年（平成03年）                                        | 40,956                                                    |                                                           |                                                           | [ 都 40 ]                                                 |
| 1992年（平成04年）                                        | 43,721                                                    |                                                           |                                                           | [ 都 41 ]                                                 |
| 1993年（平成05年）                                        | 47,441                                                    |                                                           |                                                           | [ 都 42 ]                                                 |
| 1994年（平成06年）                                        | 44,649                                                    |                                                           |                                                           | [ 都 43 ]                                                 |
| 1995年（平成07年）                                        | 43,639                                                    |                                                           |                                                           | [ 都 44 ]                                                 |
| 1996年（平成08年）                                        | 43,386                                                    |                                                           |                                                           | [ 都 45 ]                                                 |
| 1997年（平成09年）                                        | 42,041                                                    |                                                           |                                                           | [ 都 46 ]                                                 |
| 1998年（平成10年）                                        | 41,619                                                    |                                                           |                                                           | [ 都 47 ]                                                 |
| 1999年（平成11年）                                        | 40,977                                                    | 100位                                                     | [ JR 2 ]                                                  | [ 都 48 ]                                                 |
| 2000年（平成12年）                                        | 40,892                                                    | 99位                                                      | [ JR 3 ]                                                  | [ 都 49 ]                                                 |

#### 1日平均乗車人員（2001年以降）
| 1日平均乗車人員推移（JR東日本）（2001年以降） | 1日平均乗車人員推移（JR東日本）（2001年以降） | 1日平均乗車人員推移（JR東日本）（2001年以降） | 1日平均乗車人員推移（JR東日本）（2001年以降） | 1日平均乗車人員推移（JR東日本）（2001年以降） | 1日平均乗車人員推移（JR東日本）（2001年以降） | 1日平均乗車人員推移（JR東日本）（2001年以降） |
| 年度                                          | 定期外                                        | 定期                                          | 合計                                          | 出典                                          | 出典                                          | 出典                                          |
| 年度                                          | 定期外                                        | 定期                                          | 合計                                          | JR                                            | 東京都                                        | 墨田区                                        |
| --------------------------------------------- | --------------------------------------------- | --------------------------------------------- | --------------------------------------------- | --------------------------------------------- | --------------------------------------------- | --------------------------------------------- |
| 2001年（平成13年）                            |                                               |                                               | 39,106                                        | [ JR 4 ]                                      | [ 都 50 ]                                     |                                               |
| 2002年（平成14年）                            |                                               |                                               | 39,078                                        | [ JR 5 ]                                      | [ 都 51 ]                                     |                                               |
| 2003年（平成15年）                            |                                               |                                               | 38,826                                        | [ JR 6 ]                                      | [ 都 52 ]                                     |                                               |
| 2004年（平成16年）                            |                                               |                                               | 38,548                                        | [ JR 7 ]                                      | [ 都 53 ]                                     |                                               |
| 2005年（平成17年）                            |                                               |                                               | 38,047                                        | [ JR 8 ]                                      | [ 都 54 ]                                     | [ 墨 1 ]                                      |
| 2006年（平成18年）                            |                                               |                                               | 39,406                                        | [ JR 9 ]                                      | [ 都 55 ]                                     | [ 墨 1 ]                                      |
| 2007年（平成19年）                            |                                               |                                               | 39,811                                        | [ JR 10 ]                                     | [ 都 56 ]                                     | [ 墨 1 ]                                      |
| 2008年（平成20年）                            |                                               |                                               | 39,969                                        | [ JR 11 ]                                     | [ 都 57 ]                                     | [ 墨 1 ]                                      |
| 2009年（平成21年）                            |                                               |                                               | 39,371                                        | [ JR 12 ]                                     | [ 都 58 ]                                     | [ 墨 1 ]                                      |
| 2010年（平成22年）                            |                                               |                                               | 38,733                                        | [ JR 13 ]                                     | [ 都 59 ]                                     | [ 墨 2 ]                                      |
| 2011年（平成23年）                            |                                               |                                               | 37,926                                        | [ JR 14 ]                                     | [ 都 60 ]                                     | [ 墨 3 ]                                      |
| 2012年（平成24年）                            | 14,792                                        | 23,169                                        | 37,961                                        | [ JR 15 ]                                     | [ 都 61 ]                                     | [ 墨 4 ]                                      |
| 2013年（平成25年）                            | 15,451                                        | 22,544                                        | 37,996                                        | [ JR 16 ]                                     | [ 都 62 ]                                     | [ 墨 5 ]                                      |
| 2014年（平成26年）                            | 15,324                                        | 22,489                                        | 37,813                                        | [ JR 17 ]                                     | [ 都 63 ]                                     | [ 墨 6 ]                                      |
| 2015年（平成27年）                            | 16,355                                        | 22,546                                        | 38,901                                        | [ JR 18 ]                                     | [ 都 64 ]                                     | [ 墨 7 ]                                      |
| 2016年（平成28年）                            | 16,951                                        | 22,950                                        | 39,902                                        | [ JR 19 ]                                     | [ 都 65 ]                                     | [ 墨 8 ]                                      |
| 2017年（平成29年）                            | 16,469                                        | 23,299                                        | 39,768                                        | [ JR 20 ]                                     | [ 都 66 ]                                     | [ 墨 9 ]                                      |
| 2018年（平成30年）                            | 16,500                                        | 23,362                                        | 39,862                                        | [ JR 21 ]                                     | [ 都 67 ]                                     | [ 墨 10 ]                                     |
| 2019年（令和元年）                            | 16,005                                        | 23,142                                        | 39,148                                        | [ JR 22 ]                                     | [ 都 68 ]                                     | [ 墨 11 ]                                     |
| 2020年（令和02年）                            | 9,262                                         | 17,676                                        | 26,938                                        | [ JR 23 ]                                     | [ 都 69 ]                                     | [ 墨 12 ]                                     |
| 2021年（令和03年）                            | 10,942                                        | 17,293                                        | 28,236                                        | [ JR 24 ]                                     | [ 都 70 ]                                     | [ 墨 13 ]                                     |
| 2022年（令和04年）                            | 13,335                                        | 17,965                                        | 31,301                                        | [ JR 25 ]                                     | [ 都 71 ]                                     | [ 墨 14 ]                                     |
| 2023年（令和05年）                            | 15,531                                        | 18,883                                        | 34,415                                        | [ JR 1 ]                                      |                                               |                                               |

備考
1. ↑  1904年（昭和37年）4月5日に開業。開業日から翌年3月31日までの計361日間を集計したデータ。

### 東京都交通局
2023年度（令和5年度）の1日平均乗降人員は32,005人（乗車人員：16,155人、降車人員：15,850人）である。開業前は1日あたり約5,000人の乗車人員が見込まれていたが、当初から予想を上回っており、2013年度（平成25年度）には14,000人を越えた。
開業後以降の推移は以下の通りである。
| 1日平均乗車人員・乗降人員推移（東京都交通局） | 1日平均乗車人員・乗降人員推移（東京都交通局） | 1日平均乗車人員・乗降人員推移（東京都交通局） | 1日平均乗車人員・乗降人員推移（東京都交通局） | 1日平均乗車人員・乗降人員推移（東京都交通局） | 1日平均乗車人員・乗降人員推移（東京都交通局） | 1日平均乗車人員・乗降人員推移（東京都交通局） | 1日平均乗車人員・乗降人員推移（東京都交通局） | 1日平均乗車人員・乗降人員推移（東京都交通局） |
| 年度                                          | 乗車人員                                      | 降車人員                                      | 乗降人員 （合計）                             | 増加率                                        | 出典                                          | 出典                                          | 出典                                          | 出典                                          |
| 年度                                          | 乗車人員                                      | 降車人員                                      | 乗降人員 （合計）                             | 増加率                                        | 交通局                                        | 関東広告                                      | 東京都                                        | 墨田区                                        |
| --------------------------------------------- | --------------------------------------------- | --------------------------------------------- | --------------------------------------------- | --------------------------------------------- | --------------------------------------------- | --------------------------------------------- | --------------------------------------------- | --------------------------------------------- |
| 2000年（平成12年）                            | 7,518                                         | 7,191                                         | 14,709                                        |                                               |                                               |                                               | [ 都 72 ]                                     |                                               |
| 2001年（平成13年）                            | 9,403                                         | 8,742                                         | 18,145                                        |                                               |                                               |                                               | [ 都 73 ]                                     |                                               |
| 2002年（平成14年）                            | 10,438                                        | 9,767                                         | 20,205                                        |                                               |                                               |                                               | [ 都 74 ]                                     |                                               |
| 2003年（平成15年）                            | 10,667                                        | 10,055                                        | 20,722                                        |                                               |                                               | [ 関広 1 ]                                    | [ 都 75 ]                                     |                                               |
| 2004年（平成16年）                            | 10,909                                        | 10,341                                        | 21,250                                        |                                               | [ 都交 2 ]                                    | [ 関広 2 ]                                    | [ 都 76 ]                                     |                                               |
| 2005年（平成17年）                            | 11,288                                        | 10,868                                        | 22,156                                        |                                               |                                               | [ 関広 3 ]                                    | [ 都 77 ]                                     | [ 墨 1 ]                                      |
| 2006年（平成18年）                            | 12,254                                        | 11,766                                        | 24,020                                        |                                               | [ 都交 3 ]                                    | [ 関広 4 ]                                    | [ 都 78 ]                                     | [ 墨 1 ]                                      |
| 2007年（平成19年）                            | 13,106                                        | 12,788                                        | 25,894                                        | 8.1%                                          | [ 都交 4 ]                                    | [ 関広 5 ]                                    | [ 都 79 ]                                     | [ 墨 1 ]                                      |
| 2008年（平成20年）                            | 13,538                                        | 13,251                                        | 26,789                                        | 3.5%                                          | [ 都交 5 ]                                    | [ 関広 6 ]                                    | [ 都 80 ]                                     | [ 墨 1 ]                                      |
| 2009年（平成21年）                            | 13,488                                        | 13,300                                        | 26,788                                        | 0.0%                                          | [ 都交 6 ]                                    | [ 関広 7 ]                                    | [ 都 81 ]                                     | [ 墨 1 ]                                      |
| 2010年（平成22年）                            | 13,735                                        | 13,583                                        | 27,318                                        | 2.0%                                          | [ 都交 7 ]                                    | [ 関広 8 ]                                    | [ 都 82 ]                                     | [ 墨 2 ]                                      |
| 2011年（平成23年）                            | 13,384                                        | 13,232                                        | 26,616                                        | −2.6%                                         | [ 都交 8 ]                                    | [ 関広 9 ]                                    | [ 都 83 ]                                     | [ 墨 3 ]                                      |
| 2012年（平成24年）                            | 13,957                                        | 13,855                                        | 27,812                                        | 4.5%                                          | [ 都交 9 ]                                    | [ 関広 10 ]                                   | [ 都 84 ]                                     | [ 墨 4 ]                                      |
| 2013年（平成25年）                            | 14,384                                        | 14,318                                        | 28,702                                        | 3.2%                                          | [ 都交 10 ]                                   | [ 関広 11 ]                                   | [ 都 85 ]                                     | [ 墨 5 ]                                      |
| 2014年（平成26年）                            | 14,800                                        | 14,756                                        | 29,556                                        | 3.0%                                          | [ 都交 11 ]                                   | [ 関広 12 ]                                   | [ 都 86 ]                                     | [ 墨 6 ]                                      |
| 2015年（平成27年）                            | 15,769                                        | 15,703                                        | 31,473                                        | 6.5%                                          | [ 都交 12 ]                                   | [ 関広 13 ]                                   | [ 都 87 ]                                     | [ 墨 7 ]                                      |
| 2016年（平成28年）                            | 16,398                                        | 16,341                                        | 32,739                                        | 4.0%                                          | [ 都交 13 ]                                   | [ 関広 14 ]                                   | [ 都 88 ]                                     | [ 墨 8 ]                                      |
| 2017年（平成29年）                            | 16,949                                        | 16,890                                        | 33,839                                        | 3.4%                                          | [ 都交 14 ]                                   | [ 関広 15 ]                                   | [ 都 89 ]                                     | [ 墨 9 ]                                      |
| 2018年（平成30年）                            | 17,698                                        | 17,615                                        | 35,313                                        | 4.4%                                          | [ 都交 15 ]                                   | [ 関広 16 ]                                   | [ 都 90 ]                                     | [ 墨 10 ]                                     |
| 2019年（令和元年）                            | 18,078                                        | 17,988                                        | 36,067                                        | 2.1%                                          | [ 都交 16 ]                                   | [ 関広 17 ]                                   | [ 都 91 ]                                     | [ 墨 11 ]                                     |
| 2020年（令和02年）                            | 12,486                                        | 12,389                                        | 24,875                                        | −31.0%                                        | [ 都交 17 ]                                   | [ 関広 18 ]                                   | [ 都 92 ]                                     | [ 墨 12 ]                                     |
| 2021年（令和03年）                            | 12,999                                        | 12,853                                        | 25,852                                        | 3.9%                                          | [ 都交 18 ]                                   | [ 関広 19 ]                                   | [ 都 93 ]                                     | [ 墨 13 ]                                     |
| 2022年（令和04年）                            | 14,307                                        | 14,090                                        | 28,397                                        | 10.7%                                         | [ 都交 19 ]                                   | [ 関広 20 ]                                   | [ 都 94 ]                                     | [ 墨 14 ]                                     |
| 2023年（令和05年）                            | 16,155                                        | 15,850                                        | 32,005                                        | 11.8%                                         | [ 都交 1 ]                                    | [ 関広 21 ]                                   |                                               |                                               |

備考
1. 1 2 3  2000年（平成12年）12月12日に開業。開業日から翌年3月31日までの計110日間を集計したデータ。

## 駅周辺
大相撲の興行施設である両国国技館（上の写真の緑の屋根の建物）が駅の近くにあるほか、江戸時代には勧進相撲が執り行われた両国回向院が駅の南側にあり、相撲部屋や力士サイズの服を取り扱う洋品店のほか、ちゃんこ料理店があるなど相撲の街として全国に知られている。1909年（明治42年）竣工の旧・両国国技館は回向院の境内にあったが、第二次大戦後の蔵前国技館使用期を挟んで、1985年（昭和60年）に竣工した現・両国国技館は駅の北側に位置している。
駅北側には、国技館に隣接して東京都江戸東京博物館（2022年〈令和4年〉4月1日より長期休館中）がある（江戸東京博物館にはJR駅より都営地下鉄駅の方が近い）。前述の通り、かつては貨物駅があり、総武快速線建設に伴い貨物駅が閉鎖された後には国鉄バスの東京自動車営業所（のちのジェイアールバス関東東京支店）があったが、現在は江東区塩浜の越中島貨物駅周辺に移転し、その跡地に両国国技館が建設されている。
国技館の北隣には旧安田庭園および刀剣博物館がある。庭園の西側には隅田川が流れ、川岸に首都高速6号向島線の高架が建設されている。同高速はほぼ南北に伸び、JR駅の西側で総武線の上を通る。
旧安田庭園の東側、江戸東京博物館の北側には2004年（平成16年）にNTTドコモ墨田ビルという超高層ビルが竣工した。ここには「NTTドコモ歴史展示スクエア」というショールームがあり、過去のNTTドコモなどの携帯電話端末などを一堂に見ることができる。
旧安田庭園の北東側、NTTドコモ墨田ビルの北側、清澄通りと蔵前橋通りに面した角の一角には都立横網町公園がある。ここには関東大震災で多数の犠牲者を出した陸軍被服本廠跡地で（震災当時は既に「跡地」であった）、都立公園の中でも慰霊を目的とした特異な存在である。敷地内には震災犠牲者や東京大空襲犠牲者などを祀る東京都慰霊堂や震災復興記念館、東京空襲犠牲者追悼碑などが建てられており、毎年3月10日（東京大空襲忌日）と9月1日（関東大震災忌日）には慰霊法要が営まれる。この横網町公園へはJR駅より都営地下鉄の駅の方が近い。
JR東口から南に向かって京葉道路（国道14号）を越え、さらに南に少々入った辺りに本所松坂町公園（吉良上野介の屋敷跡・忠臣蔵の討ち入りの舞台）がある。さらにその近くの両国公園には「勝海舟生誕の地」碑がある他、附近には江戸から明治期の著名人の足跡（芥川龍之介生育の地など）が数多くある。また、駅南東側一帯は池波正太郎の小説「鬼平犯科帳」の主要な舞台になったことでも知られている。
JR西口から南側に向かうと、京葉道路との交点（両国二丁目交差点）の南側に再開発地域の複合ビル「両国シティコア」があり、内部に劇場「シアターΧ」（シアターカイ）が運営されている。旧・両国国技館はここに位置していた。シティコアの南側に両国回向院があり、そこからさらに南に進むと竪川と首都高速7号小松川線の高架橋が東西方向へ伸びる。同高速は隅田川岸に作られた両国ジャンクションで6号向島線から分離しているが、当駅近辺には両路線とも出入口は設置されていない。

### 横網（駅北側）
- 両国国技館
  - 相撲博物館
  - 相撲診療所
  - 日本相撲協会
- 報知新聞社東京本社
- 東京都江戸東京博物館（2022年〈令和4年〉4月1日より長期休館中）
- パールホテル両国
- 旧安田庭園
- 刀剣博物館 - 両国公会堂の跡地に建設された。
- すみだ北斎美術館
- NTTドコモ墨田ビル
  - NTTドコモ歴史展示スクエア
- 都立横網町公園
  - 東京都慰霊堂
  - 東京都復興記念館
- 国際ファッションセンタービル
  - 第一ホテル両国
- 同愛記念病院
- 日本大学第一中学校・高等学校
- 安田学園中学校・高等学校
- 墨田区立両国中学校

### 両国（駅南側）
- 両国ビューホテル
- リバーホテル両国
- 両国シティコア
  - シアターΧ（シアターカイ）
- 両国回向院
- 本所松坂町公園
- 吉良邸跡（吉良上野介の屋敷跡・忠臣蔵の討ち入りの舞台）
- 墨田区立両国小学校
- 東京東信用金庫本部

## バス路線
最寄りのバス停留所は、JR西口、両国ビューホテル前付近の「両国駅前」「両国駅西口（回向院入口）」、京葉道路沿いの「両国駅入口」、都営大江戸線の駅近辺、清澄通り上の「都営両国駅前」「都営両国駅（江戸東京博物館前）」であり、都営バスと京成バス、東武バスセントラルによって運行されている。都営バスの詳細は江東営業所・江戸川営業所・臨海支所の記事を参照のこと。
JR両国駅にバスが乗り入れたのは平23乙系統（現在の上23系統）の頃からである。その後、門33・錦27系統の両国駅行設定（その後錦27系統は全便が当駅までに短縮）墨38系統（東京都リハビリテーション病院行）の新設などによって様々な系統が乗り入れて来るようになる。しかし、ターミナルとしては中途半端であったことも影響して、平23乙系統は1990年（平成2年）11月には上37系統と経路交換のうえ上野松坂屋へ向かうこととなって当駅には来なくなり（上37系統は当駅ではなく隣の錦糸町駅に向かう錦37系統となる）、また、門33系統には豊海水産埠頭からの両国駅前折り返し便が設定され、草28系統も神田駅まで運行していたが、いずれも都営大江戸線の開業により廃止、草28系統も当駅までに短縮、両28系統となった。錦27系統はかつて京成バスと共同で運行していた。
一方、「都営両国駅前」停留所は都営大江戸線の開業に伴って改称されたものである。大江戸線の駅が開業する前までは「横網一丁目」、さらに墨田区役所が横網一丁目（現在の国際ファッションセンタービル一帯）から現在地（リバーピア吾妻橋）に移転するまでは「墨田区役所前」を名乗っていた。また、移動も頻繁に行われており、「横網一丁目」時代の停留所の位置は亀戸駅方面が国際ファッションセンター前（現在郵便ポストがある場所）、豊海水産埠頭方面はそのほぼ向かい（たい焼き屋の斜め前）と、現在の場所よりもかなり北方にあった。
なお、京葉道路を経由する両28・錦27系統の東行へ都営大江戸線から乗り換える場合、「両国駅前」よりもA5出口から左に歩いて交差点を左折したところにある「緑一丁目」停留所が最寄りとなる。
2008年（平成20年）4月26日から2012年（平成24年）3月19日までは、観光路線バス「東京→夢の下町」（S-1系統）が乗り入れていた。
墨38系統は2015年（平成27年）3月31日をもって廃止され、墨田区内循環バス「すみだ百景 すみまるくん・すみりんちゃん」南部ルートが「両国駅西口（回向院入口）」に停車するようになった。
| のりば                         | 運行事業者                    | 系統・行先                                             | 備考                            |
| 両国駅前                       | 両国駅前                      | 両国駅前                                               | 両国駅前                        |
| ------------------------------ | ----------------------------- | ------------------------------------------------------ | ------------------------------- |
| 1                              | 都営バス                      | - 錦27：小岩駅前 - 両28：葛西橋・臨海車庫              |                                 |
| 2                              | 都営バス                      | 両28：臨海車庫                                         | 日中1本（日曹橋経由便）のみ使用 |
| 両国駅西口（回向院入口）       |                               |                                                        |                                 |
| －                             | 墨田区内循環バス （京成バス） | 南部ルート：墨田区役所方面                             |                                 |
| 両国駅入口                     |                               |                                                        |                                 |
| －                             | 都営バス                      | - 錦27：小岩駅前 - 両28：葛西橋・臨海車庫              |                                 |
| 都営両国駅前                   |                               |                                                        |                                 |
| －                             | 都営バス                      | - 門33：豊海水産埠頭 / 亀戸駅前 - 錦27・両28：両国駅前 |                                 |
| 都営両国駅（江戸東京博物館前） |                               |                                                        |                                 |
| －                             | 墨田区内循環バス （京成バス） | 南部ルート：墨田区役所方面                             |                                 |
| 両国駅入口                     |                               |                                                        |                                 |
| －                             | 東武バスセントラル            | 羽田空港                                               | 朝1本のみ運行                   |

### 水上バス
- 両国発着場
  - 東京水辺ライン

## 隣の駅
東日本旅客鉄道（JR東日本）
- 臨時快速「B.B.BASE」発着駅

 総武線（各駅停車）
浅草橋駅 (JB 20) - 両国駅 (JB 21) - 錦糸町駅 (JB 22)
東京都交通局（都営地下鉄）
 都営大江戸線
蔵前駅 (E 11) - 両国駅 (E 12) - 森下駅 (E 13)

### 記事本文